# Skolsmedjan
Skolsmedjan är en ideell opolitisk tankesmedja som arbetar för att öka det kollegiala lärandet och stärka det pedagogiska ledarskapet på svenska skolor för att på så sätt göra skolan till en lärande organisation. Tankesmedjan grundades i oktober 2013 och under våren 2014 utsågs en av grundarna, Karin Berg, som bubblare på Lärarnas Riksförbunds lista över skolans mäktigaste personer. Skolsmedjan har skrivit debattartiklar i Göteborgs-posten, Dagens Nyheter och på SVT opinion.  De anordnar även arenor för skolutveckling och de deltar i den offentliga debatten. 